# Hel·lenisme
|  | Aquest article tracta sobre l'estudi de les antiguitats gregues. Si cerqueu el període històric de la Grècia hel·lenística, vegeu «Període hel·lenístic». |

L'hel·lenisme és l'estudi de la civilització de l'antiga Grècia, especialment el grec antic, literatura i pensament. El terme «hel·lenístic» fou utilitzat per primera vegada per l'historiador alemany Johan Gustav Droysen en el seu llibre Geschichte des Hellenismus, a partir d'un criteri lingüístic i cultural, per referir-se a l'expansió de la cultura grega cap als pobles no grecs que foren conquerits per Alexandre Magne. Aquesta expansió cultural es coneix com a període hel·lenístic.